# Junde de Filastine
Junde de Filastine (em árabe: جند فلسطين‎; romaniz.: Jund Filastin; lit. "distrito militar da Palestina") foi um dos distritos militares do Califado Omíada e Abássida na Síria organizado logo após a conquista muçulmana do Levante nos anos 630.

## História
Segundo Albaladuri, as principais cidades do distrito, após sua conquista pelo Califado Ortodoxo, eram Gaza, Sebastia, Nablus, Cesareia, Lida, Ibna, Imuas, Jafa, Rafa e Bete-Jibrim. No início, sob os primeiros califas omíadas, Lida serviu como capital distrital. Após o califa Solimão ibne Abedal Maleque fundar a cidade vizinha de Ramla, designou-a como capital e muitos dos habitantes de Lida foram forçados a assentarem-se ali. No século IX, durante o governo abássida, o Junde de Filistine foi o mais fértil dos distritos da Síria, e conteve ao menos 20 mesquitas, apesar de seu pequeno tamanho.
As tribos árabes que assentaram-se no Junde de Filistine após a conquista muçulmana foram os lacmidas, quinditas, caicitas, Amela, Judã e Cinana; pelo tempo da conquista árabe, a região foi habitado principalmente por camponeses cristão miafisista falantes de aramaico. A população da região não tornou-se predominantemente muçulmana e árabe identitariamente até vários séculos após a conquista. Em sua maior extensão, o Junde de Filistine estendeu-se de Rafa no sul a Lajum ao norte, e da costa do mar Mediterrâneo bem a leste na porção sul do rio Jordão. As montanhas do Edom, a cidade de Zoar, e o extremo sul do mar Morto pertenciam ao distrito. Contudo, a Galileia foi excluída, sendo parte do Junde de Urdune no norte.
Após o Califado Fatímida conquistar o distrito dos abássidas, Jerusalém posteriormente tornou-se a capital, e as cidades principais eram Ascalão, Ramla, Gaza, Arçufe (Apolônia da Palestina, Cesareia, Jafa, Jericó, Nablus, Bete-Jibrim e Amã. O distrito continuou a existir de alguma forma até as invasões pelo Império Seljúcida e as cruzadas do final do século XI.